# Sociedad Editora Universal
Sociedad Editora Universal (a veces llamada «El Trust») fue una empresa editorial y periodística española que existió durante las décadas de 1920 y 1930. Fue la sucesora de la Sociedad Editorial de España, propietaria de un grupo de periódicos en la España de la Restauración. El grupo estaba formado por Heraldo de Madrid, El Liberal de Madrid, El Liberal de Sevilla, El Defensor de Granada, El Liberal de Murcia, la revista Royal y el semanario La Moda Práctica.

## Historia
La sociedad se constituyó en 1923 cuando los hermanos Manuel Busquets y Joan Busquets, junto al abogado Amadeu Hurtado, adquirieron el "trust" periodístico Sociedad Editorial de España. Todos ellos formaron el núcleo de accionistas hasta 1927, cuando Hurtado se desvinculó de la empresa. El administrador, Antonio Sacristán Zavala, fue el impulsor del acuerdo y años más tarde se convirtió también en accionista. Los principales diarios de la empresa eran el Heraldo de Madrid y El Liberal, ambos con sede en la capital de España. Por su parte, El Liberal de Sevilla se convirtió en el principal diario de la región andaluza, con una tirada diaria de 50.000 ejemplares.
La Sociedad Editora Universal fue un grupo editorial de gran éxito durante sus años de actividad, especialmente en la etapa republicana, cuando repartía dividendos del 11% del capital a sus accionistas y emprendía fuertes inversiones en maquinaria, como la rotativa Wifag encargada en Suiza en 1936. La estabilidad en la propiedad fue la clave del crecimiento de los periódicos de la sociedad que, en el caso de Heraldo de Madrid, rompió todos los récords y tuvo en estos años una trayectoria ascendente —en contraste con El Liberal, que entró en una etapa de decadencia—. Esto supuso que la empresa fuera económicamente rentable, a diferencia de algunos de sus rivales como La Papelera Española, y permitiera acometer —entre 1934 y 1936— una fuerte expansión del capital social, que aumentó desde 1,8 millones de pesetas hasta los 5 millones.
Tras el estallido de la guerra civil española en julio de 1936, la empresa sufrió las vicisitudes de la contienda. Los periódicos de la sociedad fueron incautados por Falange Española a medida que las tropas franquistas entraban en las ciudades españolas. El director de El Defensor de Granada, Constantino Ruiz Carnero, murió durante la represión en su ciudad, mientras que El Liberal de Sevilla fue arrasado por las tropas de Queipo de Llano cuando éste advirtió que se intentaban imprimir octavillas contrarias a la sublevación militar. Las publicaciones que quedaron en zona republicana continuaron editándose bajo la gestión de comités obreros. Las instalaciones de Heraldo de Madrid y El Liberal de Madrid en la calle del Marqués de Cubas fueron ocupadas por un grupo de falangistas el 27 de marzo de 1939, coincidiendo con el final de la contienda. 
Los bienes de producción de la sociedad fueron incautados por FET y de las JONS, y nunca fueron devueltos ni indemnizados sus propietarios a pesar de las innumerables gestiones realizadas desde fecha tan temprana como 1947 y hasta la más reciente iniciativa, tratada en el Congreso de los Diputados en noviembre de 2009.